# 超級機器人大戰Z
《超級機器人大戰Z》（日语：スーパーロボット大戦Z）為南夢宮萬代遊戲以萬普名義於2008年9月25日發售的回合制戰略RPG。簡稱「機戰Z」「SRWZ」。
本作宣傳詞為「多元世紀元年 我們的世界崩壞了･･･」

## 概要
超級機器人大戰系列的總製作人寺田貴信原本表示，此作將會是以往超級機器人系列的最終作，Z代表的是結束；但是在本遊戲發表後改稱Z代表的是新的一個開始，並表示之後會持續將Z延伸成為系列作品。

## 參戰作品

### 一覽
★標誌為系列作初參戰作品、☆標誌為在家用機中的初參戰作品
- ★帝皇戰紀（オーバーマン キングゲイナー）
- ☆The Big O（THE ビッグオー）
- ★The Big O 2nd Season（THE ビッグオー 2nd Season）
- 無敵超人珍寶3（無敵超人ザンボット3）
- 無敵鋼人泰坦3（無敵鋼人ダイターン3）
- 戰鬥機器 薩奔格爾（戦闘メカ ザブングル）
- 機動戰士Z GUNDAM（機動戦士Ζガンダム） ※註：以劇場版設定作準[1]
- 機動戰士GUNDAM 逆襲的夏亞（機動戦士ガンダム 逆襲のシャア）
- 機動新世紀GUNDAM X（機動新世紀ガンダムX）
- ∀GUNDAM（∀ガンダム）
- 機動戰士GUNDAM SEED DESTINY（機動戦士ガンダムSEED DESTINY）
- 無敵鐵金剛（マジンガーZ）
- 金剛大魔神（グレートマジンガー）
- 金剛戰神（UFOロボ グレンダイザー）
- 蓋特機器人G（ゲッターロボG）
- ★神勇戰士（宇宙大帝ゴッドシグマ）
- ★創聖的亞庫艾里翁（創聖のアクエリオン）
- ★交響詩篇（交響詩篇エウレカセブン）
- ★超時空世紀（超時空世紀オーガス）
- ★宇宙戰士（宇宙戦士バルディオス）
- ★超重神GRAVION（超重神グラヴィオン）
- ★超重神GRAVION Zwei（超重神グラヴィオンツヴァイ）

### 解說
有9個新參戰作品。與過去的系列作比較起來，本作的多數作品都有著劇情上難以再現的特殊世界觀。
《機動戰士Z GUNDAM》的故事及人物加入劇場版的設定，《宇宙戰士》起用劇場版的声優。《戰鬥機器 薩奔格爾》有提及的生存和眼睛的治療，亦包含有劇場版的要素。
《機動戰士GUNDAM SEED DESTINY》方面，基本上以真·飛鳥的視點重現此作故事。最終話與原作故事不同，真可以脫離札夫特並加入我方部隊進行IF劇情，只要滿足一定條件就能進入該路線（完成一次就能無條件選擇進入與否）。《第2次Z 破界篇》的限定版附屬的Digest Book，有描述IF故事的正史。
《宇宙戰士》方面，在版登場巴爾迪歐斯（バルディオス）最後的必殺技第一次以動畫形式登場。
在遊戲中不同的行動會影響最終的結局，因此有Bad Ending。另外，不是結局之一，在某些劇情中會有重現《宇宙戰士》最終回的特殊Game Over。
發售前已宣佈《機動戰士GUNDAM 逆襲的夏亞》只有機体登場，因此《機動戰士Z GUNDAM》時代的只會在戰鬥動畫中會穿着《逆襲的夏亞》時代的駕駛員制服演出。

### 封面登場機體
- Orguss（超時空世紀）
- （帝皇戰紀）
- God Gravion（超重神GRAVION）
- 太空戰神（神勇戰士）
- 薩奔格爾（戰鬥機器 薩奔格爾）
- [[[Wikipedia:格式手册/链接#章節|錨點失效]]]（創聖的亞庫艾里翁）
- 命運GUNDAM（機動戰士GUNDAM SEED DESTINY）
- 尼爾瓦修 typeZERO（交響詩篇）
- 巴爾迪歐斯（宇宙戰士）
- 無敵鐵金剛（無敵鐵金剛）

## 系統
自由組隊
為系列作超級機器人大戰α中組隊系統的升級版，不需要考慮機體的體積大小而能自由配組，同時可視戰況變換三種隊形。
Tri Formation
Center Formation
Wide Formation
照準值
本作品新增的一種能力值，數值越高則攻擊時的命中率越高。
連續目標補正
同一單位連續遭受敵方小隊攻擊且迴避成功，則之後再遭到攻擊時敵方命中率每次會上升10%，直到命中或回合結束；此設定是避免玩家利用部分高機動力機體深入敵人吸引砲火並同時給予大量敵方損傷。
包圍效果
敵方單位鄰接四格中若有我方單位，則遭包圍機體所受到的傷害會依計算公式往上提升，負責攻擊的單位不列入計算，包圍的單位二至三隊時傷害+5%，達到四隊時則傷害+10%。
精神能力
將原系列作中每位駕駛慣有的最多六個精神減少為五個精神。
滯空消耗
原系列作飛行單位僅於移動時每一格消耗1EN，本作新增飛行單位每回合消耗10EN，若EN不足則除戰艦以外單位強制降落至地面。

### 原作設定重現系統
合神・重力子臨界（超重神GRAVION）
當超重凱撒（グランカイザー）的駕駛員天空侍斗牙氣力超過130，就能合神成God Gravion（ゴッドグラヴィオン）。God Gravion有重力子臨界的設定，經過3回合的合神後就會強制解除合神，并且在同一地關內不能再合神。隨著劇情發展以後，一開始便能以常God Gravion的模式上陣，且合神不再有回合数限制。
的「Transfer」（創聖的亞庫艾里翁）
可更换的驾驶员组合，但太陽機械天使必定由阿波羅驾驶。組合總數5種，使用不同的駕駛員组合武器亦會有變化。
元素系統（創聖的亞庫艾里翁）
當的主駕駛員氣力超過130時，他的所有能力值就會变为3名駕駛員中能力最高的數值。
衛星系統（機動新世紀GUNDAM X）
只適用於GUNDAMX和GUNDAMDOUBLE X。在有月亮出現的關卡內戰鬥開始經過一定回合，衛星系統（サテライト・システム）就會起動，能夠發射(X)衛星加農砲（サテライト・キャノン）、(DX)雙聯衛星加農砲（ツイン・サテライト・キャノン）。充電時間需要4回合，GUNDAMDOUBLE X與G-FALCON合体的話會減少1回合。将机体完全改造后会再减少一回合。
Bazaar（戰鬥機器 薩奔格爾）
除了一部份的地圖，平常能夠在間場畫面買賣強化部件。交易要用到BS（ブルーストーン）。機體只能購入，不能出售。另外，若追加某些隱藏機體或武器，有機會觸發特殊劇情。
戰術換裝（機動戰士GUNDAM SEED DESTINY）
地圖上有智慧女神號的話GUNDAM就能更換裝備成強攻型、雙劍型、爆破型，EN全回復。另外，除了劇情因素，否則換裝一次後在同一關卡上不能再換裝。
SEED（机动战士GUNDAM SEED DESTINY）
属于原作主要人物、和真·飞鸟的能力。当他们的气力到达130以上时会获得命中／回避／必杀率+20%的效果。
Trinity Charge（宇宙大帝）
一關裏只能使用一次，使用後太空戰神EN全回復。
談判（THE Big O）
Big O除了能在戰鬥下降敵人的氣力外，亦能使我方被被擊墜的機體修理費變0。注意，即使Big O一開始有出擊，但如果在完成關卡時Big O已被擊墜的話此技能便無效。
亞空間突入（宇宙戰士）
馬林的氣力超過130後，巴爾迪歐斯（バルディオス）會有一定確率完全回避敵方的攻擊。另外可以無視地形影響地移動。除了巴爾迪歐斯外，阿力巴拉（アルデバロン）系的機體亦有裝備此技能。

## 用語
大時空震動
本系列中，引致多元世界誕生的事件。
ZEUTH
本作主角的部隊的默認名稱，全寫為Z EMERGENCY UNION OF TERRESTRIAL HUMAN（地球人類緊急救援聯盟）。Z是代表無論任何情況都不退縮。
天體（Sphere）
贯穿机战Z系列原创主线的线索，也是阿薩基姆‧杜溫到處搜求的神秘物体。共有12个，分别对应黄道十二星座。本作中有两位主角兰德·托拉比斯的「負傷的"狮子"」和小原节子的「悲伤的"处女"」。另外，天體持有者被稱為天體共鳴者（Sphere Reactor）。
每种天体都有对应的情绪/精神状态，而当这种情绪被放大到一定程度时，天体的拥有者会觉醒，天体的力量也会随之增加。另一方面，如果天体的力量过强，共鸣者身上会出现某些副作用；而当对应情绪消失的时候，天体会完全失去力量。因为能够吸收次元力，所有的天体都是强大的机体动力源。
所有完全觉醒的天体共鸣者都会自动理解关于次元力的知识，同时也会拥有感知其他共鸣者的能力。将其他共鸣者杀掉则可以夺走对方的天体，并可以直接使用其能力。
据阿萨基姆所说，当12个天体齐聚一身的时候，这个共鸣者将触及“源理之力”（Origin Law），并能实现任何愿望。
官方中文名出自後來的《超級機器人大戰30》，之前坊間曾譯成「寶玉」或音譯「錫菲亞」。
负伤的"狮子"
以痛苦活性化。副作用是能力越强，共鸣者的身体就要承受越大的疼痛。一旦无法承受则会对周围造成毁灭性的破坏。
共鸣者为男主角兰德·托拉比斯。持有者为梅露。
属性为“抗拒痛苦的意志”。因此会对持有者的身体造成痛苦，以其抵抗痛苦的意志而活性化。
悲伤的"处女"
以悲伤活性化。除基本能力外也有感受他人内心伤痛的作用。副作用是随着能力的使用，共鸣者会逐渐失去五感（发动能力时会临时恢复）。共鸣者为女主角小原节子。
《第2次Z 再世篇》后期揭示，第三阶段的天体能力包括“探知他人的悲伤”。
属性为“探索外界的意志”。以遮断持有者的对外界的感受，激起持有者探求外界的意志而活性化。

## 原創人物

### 彼特維修公司
，Beater Service
蘭德·崔維斯（聲優：川原慶久）
梅兒·彼特（聲優：相澤舞）

### 戰技研究班「榮耀之星」

節子·小原（聲優：高口幸子）
丹賽爾·哈曼（聲優：石川ひろあき）
地球連邦軍戰技研究班「榮耀之星」（グローリー・スター）的隊長，階級是大尉。外貌嚴肅，但很看重隊友們。
在女主角編第9話中遭到阿薩基姆的攻擊而戰死。
托比·華生（聲優：近藤隆）
地球連邦軍戰技研究班「榮耀之星」（グローリー・スター）的隊員，階級是中尉。性格輕浮，而且大膽，面對迪坦斯士兵也毫不畏懼。
在女主角編第21話中遭到阿薩基姆的攻擊而戰死。

### 新連邦軍特殊部隊「奇美拉」

雷朋·蓋涅拉魯（聲優：千葉一伸）
休蘭·歐貝魯（聲優：松本吉朗）
茲妮·艾斯皮歐（聲優：齊藤梨繪）
安戴爾·貝魯那魯（聲優：富澤美智惠）
吉耶·貝伊貝魯
吉·安戴爾·貝魯那魯（聲優：平川大輔）

### 其他
阿薩基姆·杜溫（聲優：綠川光）

## 工作人員
製作人
寺田貴信
じっぱひとからげ
總監
名倉正博
安斉誠
原創機體設計
明貴美加
Mがんぢー
野中剛（Bandai）
吉野修広（PLEX）
田野邊尚伯（PLEX）
高木義弘（PLEX）
大張正己
原創人物設計
河野さち子（C.P.TOM'S）
腳本
名倉正博
插入歌
葉山宏治

## 主題曲
由JAM Project負責本作的主題曲和片尾曲。
片頭曲「Crest of"Z's"」
作詞、作曲：影山浩宣
片尾曲「Cosmic Dance」
作詞、作曲：奥井雅美

## 連結
- 超級機器人大戰Z 官方網站 （页面存档备份，存于）
- PlayStation Official Site 超級機器人大戰Z（通常版） 介紹頁面 （页面存档备份，存于）
- PlayStation Official Site 超級機器人大戰Z（PlayStation 2 the Best版） 介紹頁面 （页面存档备份，存于）
- 超級機器人大戰Z Special Disk 官方網站 （页面存档备份，存于）
- PlayStation Official Site 超級機器人大戰Z Special Disk 介紹頁面 （页面存档备份，存于）
- 超級機器人大戰Z Official WEB Magazine「TRYOUT」特設網站（Internet Archive的媛存）